# 千葉県道72号穴川天戸線

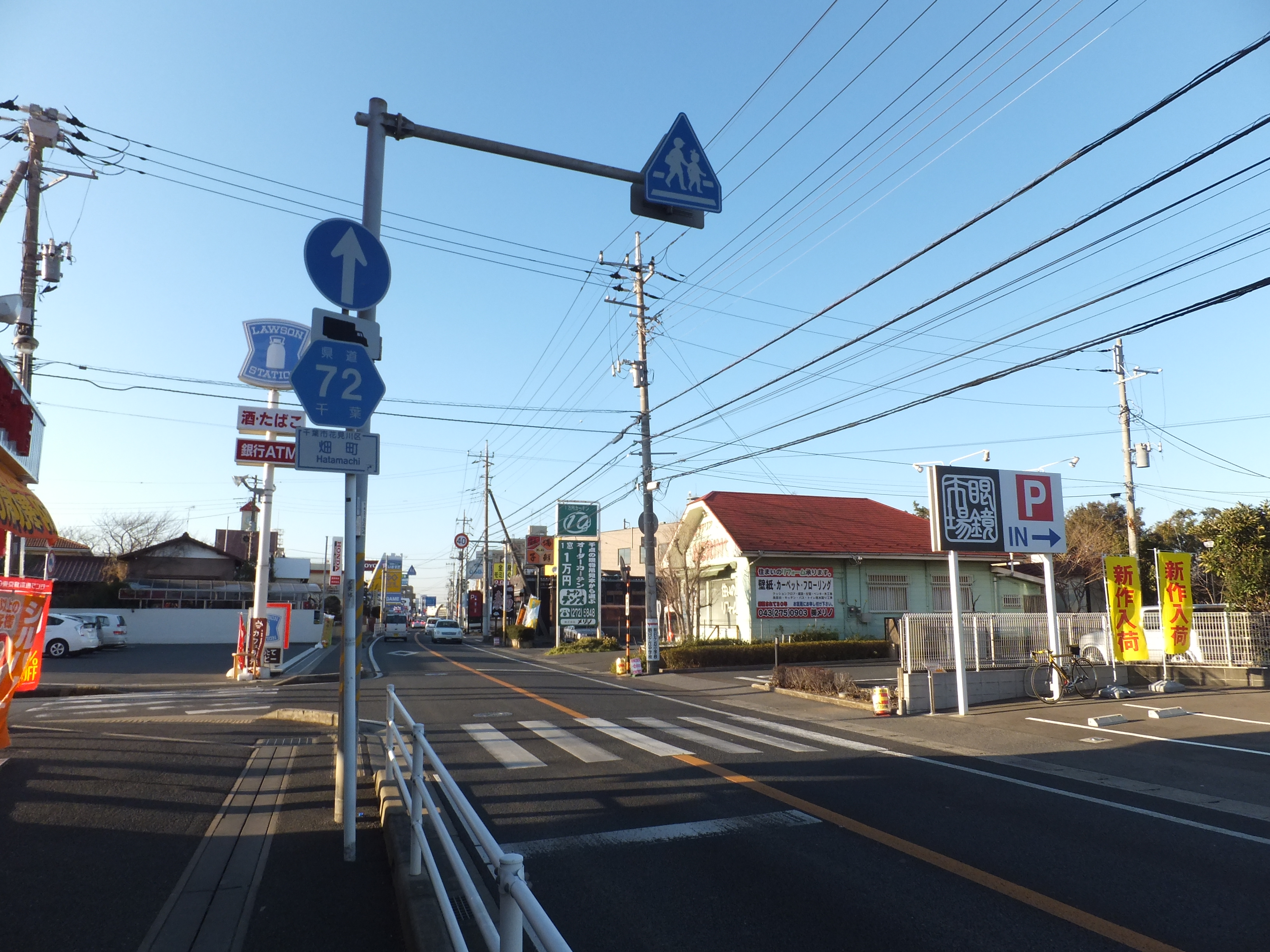
千葉県道72号穴川天戸線
千葉市花見川区畑町

千葉県道72号穴川天戸線（ちばけんどう72ごう あながわあまどせん）は、千葉県千葉市稲毛区と同市花見川区天戸町を結ぶ主要地方道である。京葉道路と近い経路をとり、比較的新しく主要地方道認定を受けたルートである。

## 概要
- 起点：千葉市稲毛区穴川 穴川3丁目交差点（国道126号交点）
- 終点：千葉市花見川区天戸町 天戸台交差点（千葉県道69号長沼船橋線交点）
- 実延長：6,175m[1]
- 認定年月日：1994年（平成6年）4月1日

## 路線状況

### 道路施設
- 畑大橋（京葉道路、千葉市花見川区畑町）
- 亥鼻橋（花見川、千葉市花見川区畑町 - 同区長作町・天戸町）

## 地理

### 通過する自治体
- 千葉県
  - 千葉市（稲毛区、花見川区）

### 交差する道路
- 国道126号（千葉市稲毛区・穴川3丁目交差点）
- 千葉県道133号稲毛停車場穴川線（千葉市稲毛区・園生十字路交差点）
- 東関東自動車道（千葉市稲毛区）※立体交差
- 千葉県道69号長沼船橋線（千葉市花見川区・天戸台交差点）

### 周辺の主な施設
- 穴川駅
- 稲毛区役所
- 千葉市消防局稲毛消防署
- 千葉県立京葉工業高等学校
- 千葉市立千葉高等学校新校舎（2008年より使用開始）
- 千葉市立小中台中学校
- 宮野木ジャンクション
- 千葉市立朝日ヶ丘小学校
- 千葉市立畑小学校